# Føroya Skótaráð
Færøernes Spejderforbund (færøsk: Føroya Skótaráð) er en sammenslutning af Færøernes fire spejderkorps. De arbejde alle under de samme regler, men har hver deres specialiteter. Der er i alt 2000 medlemmer i de fire korps, fordelt på 30 lokale grupper.
Forbundet er medlem af WOSM gennem Fællesrådet for Danmarks Drengespejdere og observatør-status hos Pigespejdernes Fællesråd Danmark, og er derfor ikke fuldgyldigt medlem af WAGGGS.

## Korps

### Føroya Skótasamband
Korpset er også kendt som De gule spejdere, og blev grundlagt i 1926. Der er fire grupper i landet. Grupperne er ikke tilknyttet nogen religiøse organisationer, og har både drenge og piger som medlemmer. Uniformen khaki (sandfarvet). Der er cirka 300 medlemmer i korpset.

### Skótalið Frelsunarhersins
Skótalið Frelsunarhersins er et spejderkorps under Frælsens Hær, og blev grundlagt i 1939. Der er kun én lille gruppe i landet, som både har drenge og pigespejdere. Uniformen er grå. I 1994 var den 24 medlemmer i korpset. Korpset samarbejder med KFUM Skótarnir I Føroyum.

### Føroya KFUK Skótar
Føroya KFUK Skótar (dansk: KFUK Spejderne i Færøerne) er Færøernes pigespejder-korps, som blev grundlagt i 1928. Der er seks grupper i landet, som alle er tilknyttet kristendommen. Føroya KFUK Skótars uniform er grøn. I 1994 var der 269 medlemmer i korpset.

### KFUM Skótarnir í Føroyum
KFUM Skótarnir í Føroyum (dansk: KFUM Spejderne i Færøerne) er Færøernes største spejderkorps, grundlagt i 1939. Der var i 1994 998 medlemmer fordelt på 14 grupper, der ligesom hos KFUK er tilknyttet den kristne kirke. Korpset er åben for både piger og drenge. KFUM Skótarnir í Føroyums uniform er ligeledes grøn.